# Software para wikis

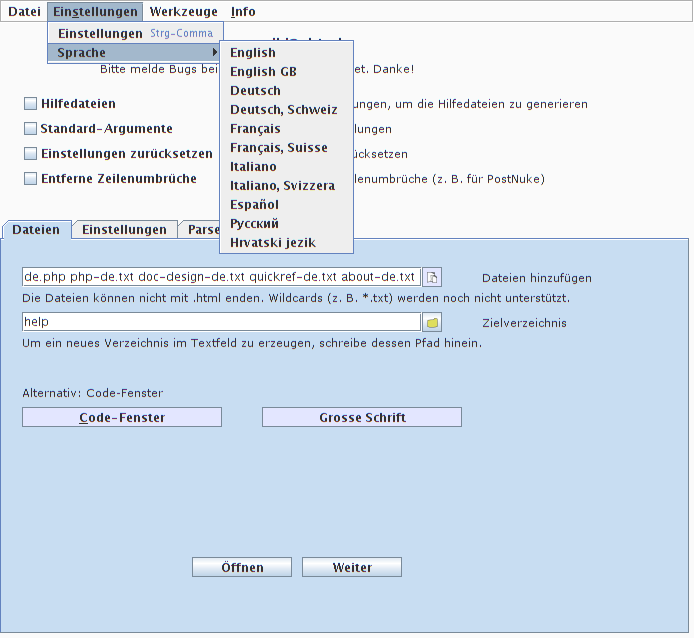
Wiki software.

Las herramientas de software para wikis son una forma de software colaborativo para soporte de los Wikis. Usualmente se implementan vía la interfaz CGI de los servidores web. Un Wiki es un sitio que permite leer, editar y crear páginas que al final son visualizadas en formato HTML. Los wikis se utilizan como soporte para la colaboración, para documentación, recopilación de informaciones, etc. Típicamente, las páginas se almacenan en una base de datos y se incluyen hipervínculos generados dinámicamente. MediaWiki es un ejemplo de software libre para wiki, el cual gestiona a la Wikipedia.

## Historia
El primer software para "wikis" generalmente reconocido, WikiWikiWeb, fue creado por Ward Cunningham en 1994 y lanzado en el sitio Web c2.com en 1995. En la actualidad, existe una gran variedad de herramientas para wikis. Muchos de ellos se distribuyen con licencia GPL.
Un software para wikis incluye todo lo necesario para hacer funcionar un wiki. Esto puede incluir, además del motor Wiki, un servidor Web, una herramienta de soporte de versiones, un editor WYSIWYG en JavaScript, un generador de gráficas, de notación matemática, una herramienta de dibujo y muchas otras extensiones posibles.
Basándose en la estructura que Tim Berners-Lee (creador del protocolo "W W W" predecesor de lo que hoy llamamos Internet), sobre intercambio de enlaces de hipervínculos como base de generación de contenidos colaborativos, Ward Cunningham detectó que para que una publicación cualquiera en red pudiera ser considerada verdaderamente "colaborativa", debería permitir a cualquier usuario de esa red, no solo leer el contenido que otros habían publicado, sino también editarlo y que los añadidos o modificaciones quedasen igualmente publicados y a disposición del resto de los usuarios. Así nació el concepto de publicación Wiki, y de esa base se partió para la creación y desarrollo de dicho protocolo de colaboración en entornos de publicación compartida.

## Algunas herramientas de software para wikis

### EnAutoHotkey
Offline MediaWiki Code Editor  (multilingüe)

### En.Java
- Clearspace
- Confluence
- HMath
- JSPWiki
- SnipSnap
- WikiWeka
- POPWiki

### EnPerl
- OddMuse
- UseModWiki
- Kwiki
- Lexi
- Socialtext
- TWiki
- Ariel

### EnPHP
- CitiWiki
- DokuWiki
- MediaWiki
- PhpWiki
- PmWiki
- QwikiWiki
- TikiWiki
- TipiWiki
- UniWakka
- Visualwiki
- WackoWiki
- WakkaWiki
- WikiRootry
- WikkaWiki

### EnPython
- MoinMoin
- ViewVC
- Wikinehesa
- Zwiki

### EnSmalltalk
- Swiki

### EnRuby
- Instiki

### EnHaskell
- Gitit

### Lenguaje de desarrollo desconocido
- MyWiki
- ProjectForum
- Riters
- Parsewiki